# Рациборовиці-Дольні
Рациборовиці-Дольні (пол. Raciborowice Dolne) — село в Польщі, у гміні Варта-Болеславецька Болеславецького повіту Нижньосілезького воєводства.
Населення — 742 особи (2011).
У 1975-1998 роках село належало до Легницького воєводства.

## Демографія
Демографічна структура станом на 31 березня 2011 року:
|          | Загалом | Допрацездатний вік | Працездатний вік | Постпрацездатний вік |
| -------- | ------- | ------------------ | ---------------- | -------------------- |
| Чоловіки | 368     | 78                 | 263              | 27                   |
| Жінки    | 374     | 67                 | 231              | 76                   |
| Разом    | 742     | 145                | 494              | 103                  |